# Beata Liszewska
Beata Liszewska, również jako Beata Walentowska (ur. 3 sierpnia 1980 w Warszawie) – polska montażystka filmowa.
Nominowana do Polskiej Nagrody Filmowej, Orzeł 2011 za montaż filmu Las. Laureatka Nagrody za montaż filmu Zjednoczone stany miłości na Festiwalu Filmowym w Gdyni w 2016. Za montaż tego filmu nominowana do Polskiej Nagrody Filmowej, Orzeł 2017.

## Filmografia
jako autorka montażu:
- Las (2009)
- Ewa (2010)
- Z daleka widok jest piękny (2011)
- Nieulotne (2012)
- Walser (2015)
- Zjednoczone stany miłości (2016)